# Nichols-Schneefeld
Das Nichols-Schneefeld ist ein etwa 35 km langes und 13 km breites Schneefeld im Norden der westantarktischen Alexander-I.-Insel. Es wird im Osten durch die Rouen Mountains und die Elgar Uplands sowie die Lassus Mountains im Westen begrenzt.
Entdeckt wurde es bei einem Überflug im Jahr 1937 im Rahmen der British Grahamland Expedition (1934–1937) unter der Leitung des australischen Polarforschers John Rymill. Luftaufnahmen, die bei der Ronne Antarctic Research Expedition (1947–1948) unter der Leitung des US-amerikanischen Polarforschers Finn Ronne entstanden, dienten dem britischen Geographen Derek Searle vom Falkland Islands Dependencies Survey im Jahr 1960 der Kartierung. Der US-amerikanische Polarforscher Finn Ronne benannte das Schneefeld nach dem Geologen und Teilnehmer seiner Expedition Robert Leslie Nichols (1904–1995).